# 劉俊 (成化進士)
劉俊（1438年—？），字君佐，直隸真定府深州人，明朝政治人物。進士出身。

## 生平
順天府鄉試第七十七名。成化二年（1466年）丙戌科會試第三百六名，殿試登進士第三甲第二百三十九名。任監察御史，左遷福建光澤縣知縣。

## 家族
曾祖劉士成。祖父劉深。父劉敬讓。